# Pallavolo ai XVIII Giochi del Mediterraneo - Torneo femminile
Il torneo femminile di pallavolo ai XVIII Giochi del Mediterraneo si è svolto dal 22 giugno al 1º luglio 2018 a Tarragona, in Spagna, durante i XVIII Giochi del Mediterraneo: al torneo hanno partecipato dodici squadre nazionali di stati che si affacciano sul mar Mediterraneo e la vittoria finale è andata per la seconda volta alla Croazia.

## Impianti
|                                                                     |                                                                                        |  |
|                                                                     |                                                                                        |  |
| Tarraco Arena Plaza Città: Tarragona Capienza: - Anno d'apertura: - | Pabellón Municipal del Serrallo Città: Tarragona Capienza: 1 800 Anno d'apertura: 1978 |  |

## Regolamento

### Formula
Le squadre hanno disputato una prima fase a gironi con formula del girone all'italiana; al termine della prima fase:
- Le prime due classificate di ogni girone hanno acceduto alla fase finale per il primo posto strutturata in quarti di finale, semifinali, finale per il terzo posto e finale.
- Le quattro sconfitte ai quarti di finale per il primo posto hanno acceduto alla fase finale per il quinto posto strutturata in semifinali, finale per il settimo posto e finale per il quinto posto.

### Criteri di classifica
Se il risultato finale è stato di 3-0 o 3-1 sono stati assegnati 3 punti alla squadra vincente e 0 a quella sconfitta, se il risultato finale è stato di 3-2 sono stati assegnati 2 punti alla squadra vincente e 1 a quella sconfitta.
L'ordine del posizionamento in classifica è stato definito in base a:
- Numero di partite vinte;
- Punti;
- Ratio dei set vinti/persi;
- Ratio dei punti realizzati/subiti;
- Risultati degli scontri diretti.

## Squadre partecipanti
| Squadra              | Qualificazione      | Ultima partecipazione |
| -------------------- | ------------------- | --------------------- |
| Albania              | Wild card           | Pescara 2009          |
| Algeria              | Wild card           | Pescara 2009          |
| Bosnia ed Erzegovina | Wild card           | Pescara 2009          |
| Cipro                | Wild card           | Debutto               |
| Croazia              | Wild card           | Mersin 2013           |
| Egitto               | Wild card           | Atene 1991            |
| Francia              | Wild card           | Mersin 2013           |
| Grecia               | Wild card           | Mersin 2013           |
| Italia               | Wild card           | Mersin 2013           |
| Portogallo           | Wild card           | Debutto               |
| Slovenia             | Wild card           | Mersin 2013           |
| Spagna               | Paese organizzatore | Almería 2005          |
| Turchia              | Wild card           | Mersin 2013           |

## Torneo

### Fase a gironi
| Girone A | Girone B             | Girone C | Girone D   |
| -------- | -------------------- | -------- | ---------- |
| Cipro    | Bosnia ed Erzegovina | Albania  | Algeria    |
| Grecia   | Spagna               | Croazia  | Portogallo |
| Italia   | Turchia              | Francia  | Slovenia   |

#### Girone A

##### Risultati
| 22 giugno 2018 Pabellón Municipal del Serrallo, Tarragona Durata: 2h:00 - Spettatori: 150 | Italia | 2 - 3 | Grecia | 25-23, 23-25, 21-25, 25-21, 9-15 |
| 23 giugno 2018 Pabellón Municipal del Serrallo, Tarragona Durata: 1h:08 - Spettatori: 50  | Cipro  | 0 - 3 | Grecia | 14-25, 20-25, 12-25              |
| 25 giugno 2018 Pabellón Municipal del Serrallo, Tarragona Durata: 1h:06 - Spettatori: 90  | Italia | 3 - 0 | Cipro  | 25-15, 25-14, 25-20              |

##### Classifica
| Pos | Squadra | Pt | G | V | P | SV | SP | Ratio | PF  | PS  | Ratio |
| --- | ------- | -- | - | - | - | -- | -- | ----- | --- | --- | ----- |
| 1   | Grecia  | 5  | 2 | 2 | 0 | 6  | 2  | 3.000 | 184 | 149 | 1.234 |
| 2   | Italia  | 4  | 2 | 1 | 1 | 5  | 3  | 1.666 | 178 | 158 | 1.126 |
| 3   | Cipro   | 0  | 2 | 0 | 2 | 0  | 6  | 0.000 | 95  | 150 | 0.433 |

#### Girone B

##### Risultati
| 22 giugno 2018 Pabellón Municipal del Serrallo, Tarragona Durata: 1h:48 - Spettatori: 150 | Turchia | 3 - 1 | Bosnia ed Erzegovina | 25-22, 25-15, 19-25, 25-18 |
| 24 giugno 2018 Pabellón Municipal del Serrallo, Tarragona Durata: 1h:19 - Spettatori: 300 | Spagna  | 3 - 0 | Bosnia ed Erzegovina | 25-22, 25-16, 25-21        |
| 25 giugno 2018 Pabellón Municipal del Serrallo, Tarragona Durata: 1h:47 - Spettatori: 350 | Turchia | 3 - 1 | Spagna               | 26-24, 26-28, 25-19, 25-21 |

##### Classifica
| Pos | Squadra              | Pt | G | V | P | SV | SP | Ratio | PF  | PS  | Ratio |
| --- | -------------------- | -- | - | - | - | -- | -- | ----- | --- | --- | ----- |
| 1   | Turchia              | 6  | 2 | 2 | 0 | 6  | 2  | 3.000 | 196 | 172 | 1.139 |
| 2   | Spagna               | 3  | 2 | 1 | 1 | 4  | 3  | 1.333 | 167 | 161 | 1.037 |
| 3   | Bosnia ed Erzegovina | 0  | 2 | 0 | 2 | 1  | 6  | 0.166 | 139 | 169 | 0.822 |

#### Girone C

##### Risultati
| 23 giugno 2018 Pabellón Municipal del Serrallo, Tarragona Durata: 1h:11 - Spettatori: 100 | Croazia | 3 - 0 | Albania | 25-21, 25-19, 25-19        |
| 24 giugno 2018 Pabellón Municipal del Serrallo, Tarragona Durata: 1h:19 - Spettatori: 150 | Francia | 3 - 0 | Albania | 25-23, 25-18, 25-19        |
| 25 giugno 2018 Pabellón Municipal del Serrallo, Tarragona Durata: 1h:37 - Spettatori: 120 | Croazia | 3 - 1 | Francia | 22-25, 25-19, 25-21, 25-19 |

##### Classifica
| Pos | Squadra | Pt | G | V | P | SV | SP | Ratio | PF  | PS  | Ratio |
| --- | ------- | -- | - | - | - | -- | -- | ----- | --- | --- | ----- |
| 1   | Croazia | 6  | 2 | 2 | 0 | 6  | 1  | 6.000 | 172 | 143 | 1.202 |
| 2   | Francia | 3  | 2 | 1 | 1 | 4  | 3  | 1.333 | 159 | 157 | 1.012 |
| 3   | Albania | 0  | 2 | 0 | 2 | 0  | 6  | 0.000 | 119 | 150 | 0.793 |

#### Girone D

##### Risultati
| 23 giugno 2018 Pabellón Municipal del Serrallo, Tarragona Durata: 1h:07 - Spettatori: 100 | Algeria    | 0 - 3 | Slovenia   | 10-25, 16-25, 10-25 |
| 24 giugno 2018 Pabellón Municipal del Serrallo, Tarragona Durata: 1h:18 - Spettatori: 120 | Portogallo | 0 - 3 | Slovenia   | 20-25, 19-25, 21-25 |
| 25 giugno 2018 Pabellón Municipal del Serrallo, Tarragona Durata: 1h:05 - Spettatori: 50  | Algeria    | 0 - 3 | Portogallo | 7-25, 20-25, 21-25  |

##### Classifica
| Pos | Squadra    | Pt | G | V | P | SV | SP | Ratio | PF  | PS  | Ratio |
| --- | ---------- | -- | - | - | - | -- | -- | ----- | --- | --- | ----- |
| 1   | Slovenia   | 6  | 2 | 2 | 0 | 6  | 0  | MAX   | 150 | 96  | 1.562 |
| 2   | Portogallo | 3  | 2 | 1 | 1 | 3  | 3  | 1.000 | 135 | 123 | 1.097 |
| 3   | Algeria    | 0  | 2 | 0 | 2 | 0  | 6  | 0.000 | 84  | 150 | 0.560 |

### Finali 1º e 3º posto
|  | Quarti     | Quarti  |         |         | Semifinali         | Semifinali         |  |  | Finale 1º/2º posto | Finale 1º/2º posto |
|  |            |         |         |         |                    |                    |  |  |                    |                    |
|  |            |         |         |         |                    |                    |  |  |                    |                    |
|  |            |         |         |         |                    |                    |  |  |                    |                    |
|  | Grecia     | 3       |         |         |                    |                    |  |  |                    |                    |
|  | Grecia     | 3       |         |         |                    |                    |  |  |                    |                    |
|  | Spagna     | 1       |         |         |                    |                    |  |  |                    |                    |
|  | Spagna     | 1       | Grecia  | 3       |                    |                    |  |  |                    |                    |
|  |            |         | Grecia  | 3       |                    |                    |  |  |                    |                    |
|  |            | Francia | 2       |         |                    |                    |  |  |                    |                    |
|  | Slovenia   | Francia | 2       | 2       |                    |                    |  |  |                    |                    |
|  | Slovenia   |         |         | 2       |                    |                    |  |  |                    |                    |
|  | Francia    | 3       |         |         |                    |                    |  |  |                    |                    |
|  | Francia    | 3       | Grecia  | 1       |                    |                    |  |  |                    |                    |
|  |            |         | Grecia  | 1       |                    |                    |  |  |                    |                    |
|  |            | Croazia | 3       |         |                    |                    |  |  |                    |                    |
|  | Turchia    | Croazia | 3       | 3       |                    |                    |  |  |                    |                    |
|  | Turchia    |         |         | 3       |                    |                    |  |  |                    |                    |
|  | Italia     | 1       |         |         |                    |                    |  |  |                    |                    |
|  | Italia     | 1       | Turchia | 2       | Finale 3º/4º posto | Finale 3º/4º posto |  |  |                    |                    |
|  |            |         | Turchia | 2       | Finale 3º/4º posto | Finale 3º/4º posto |  |  |                    |                    |
|  |            | Croazia | 3       |         |                    |                    |  |  |                    |                    |
|  | Croazia    | Croazia | 3       | 3       | Francia            | 1                  |  |  |                    |                    |
|  | Croazia    |         |         | 3       | Francia            | 1                  |  |  |                    |                    |
|  | Portogallo | 1       |         | Turchia | 3                  |                    |  |  |                    |                    |
|  | Portogallo | 1       |         |         | 3                  |                    |  |  |                    |                    |
|  |            |         |         |         |                    |                    |  |  |                    |                    |
|  |            |         |         |         |                    |                    |  |  |                    |                    |

#### Quarti di finale
| 28 giugno 2018 Tarraco Arena Plaza, Tarragona Durata: 2h:04 - Spettatori: 400 | Grecia   | 3 - 1 | Spagna     | 26-24, 18-25, 25-23, 28-26       |
| 28 giugno 2018 Tarraco Arena Plaza, Tarragona Durata: 1h:52 - Spettatori: 80  | Slovenia | 2 - 3 | Francia    | 11-25, 25-18, 25-23, 16-25, 7-15 |
| 28 giugno 2018 Tarraco Arena Plaza, Tarragona Durata: 1h:51 - Spettatori: 80  | Turchia  | 3 - 1 | Italia     | 22-25, 25-16, 25-16, 25-23       |
| 28 giugno 2018 Tarraco Arena Plaza, Tarragona Durata: 1h:56 - Spettatori: 50  | Croazia  | 3 - 1 | Portogallo | 26-24, 16-25, 28-26, 25-20       |

#### Semifinali
| 29 giugno 2018 Tarraco Arena Plaza, Tarragona Durata: 2h:01 - Spettatori: 150 | Grecia  | 3 - 2 | Francia | 15-25, 25-16, 19-25, 25-20, 15-13 |
| 29 giugno 2018 Tarraco Arena Plaza, Tarragona Durata: 2h:03 - Spettatori: 200 | Turchia | 2 - 3 | Croazia | 25-22, 15-25, 25-20, 21-25, 12-15 |

#### Finale 3º posto
| 30 giugno 2018 Tarraco Arena Plaza, Tarragona Durata: 1h:55 - Spettatori: 80 | Francia | 1 - 3 | Turchia | 26-24, 25-27, 14-25, 19-25 |

#### Finale
| 1º luglio 2018 Tarraco Arena Plaza, Tarragona Durata: 1h:33 - Spettatori: 1 000 | Grecia | 1 - 3 | Croazia | 16-25, 13-25, 25-17, 14-25 |

### Finali 5º e 7º posto
|  | Semifinali | Semifinali | Semifinali |        |        | Finale 5º/6º posto | Finale 5º/6º posto | Finale 5º/6º posto |  |
|  |            |            |            |        |        |                    |                    |                    |  |
|  | Spagna     | Spagna     | 3          |        |        |                    |                    |                    |  |
|  | Spagna     | Spagna     | 3          |        |        |                    |                    |                    |  |
|  | Slovenia   | Slovenia   | 1          |        |        |                    |                    |                    |  |
|  | Slovenia   | Slovenia   | 1          |        | Spagna | Spagna             | 1                  |                    |  |
|  |            |            |            |        | Spagna | Spagna             | 1                  |                    |  |
|  |            |            | Italia     | Italia | 3      |                    |                    |                    |  |
|  | Italia     | Italia     | Italia     | Italia | 3      | 3                  |                    |                    |  |
|  | Italia     | Italia     |            |        |        | 3                  |                    |                    |  |
|  | Portogallo | Portogallo | 0          |        |        | Finale 7º/8º posto | Finale 7º/8º posto | Finale 7º/8º posto |  |
|  | Portogallo | Portogallo | 0          |        |        |                    |                    |                    |  |
|  |            |            |            |        |        |                    |                    |                    |  |
|  |            |            |            |        |        | Slovenia           | Slovenia           | 3                  |  |
|  |            |            |            |        |        | Slovenia           | Slovenia           | 3                  |  |
|  |            |            |            |        |        | Portogallo         | Portogallo         | 0                  |  |

#### Semifinali
| 29 giugno 2018 Pabellón Municipal del Serrallo, Tarragona Durata: 1h:50 - Spettatori: 150 | Spagna | 3 - 1 | Slovenia   | 25-21, 22-25, 25-18, 25-22 |
| 29 giugno 2018 Pabellón Municipal del Serrallo, Tarragona Durata: 1h:10 - Spettatori: 100 | Italia | 3 - 0 | Portogallo | 25-12, 25-19, 25-19        |

#### Finale 7º posto
| 30 giugno 2018 Pabellón Municipal del Serrallo, Tarragona Durata: 1h:10 - Spettatori: 50 | Slovenia | 3 - 0 | Portogallo | 25-21, 25-19, 25-14 |

#### Finale 5º posto
| 30 giugno 2018 Pabellón Municipal del Serrallo, Tarragona Durata: 1h:51 - Spettatori: 2 500 | Spagna | 1 - 3 | Italia | 15-25, 26-28, 25-22, 25-27 |

## Classifica finale
| Pos | Squadra              | Rosa |
| --- | -------------------- | --- |
|     | Croazia              | Formazione: 1 Sain, 3 Vukić, 4 Butigan, 5 Božičević, 8 Volmut, 11 Popović, 12 Dumančić, 13 Fabris, 14 Šamadan, 15 Brčić, 16 Jakšetić, 18 Kulić, CT: Žanić                                                   |
|     | Grecia               | Formazione: 1 Giōta, 2 Artakianou, 6 Diōtī, 7 Lamprousī, 9 Strantzalī, 10 Merteki, 11 Vasilantōnakī, 13 Totsidou, 14 Christodoulou, 15 Chatziefstratiadou, 16 Genitsaridī, 17 Konstantinidou, CT: Hernández |
|     | Turchia              | Formazione: 1 Memiş, 4 Şahin, 5 Kılıç, 6 Şenoğlu, 7 Yurtdagülen, 8 Ünal, 9 Güveli, 11 Kılıç, 13 Durul, 17 Kalaç, 19 Kestirengöz, 22 Aydın, CT: Hamurcu                                                      |
| 4.  | Francia              | |
| 5.  | Italia               | |
| 6.  | Spagna               | |
| 7.  | Slovenia             | |
| 8.  | Portogallo           | |
| 9.  | Albania              | |
| 9.  | Algeria              | |
| 9.  | Bosnia ed Erzegovina | |
| 9.  | Cipro                | |